# دبليو. إتش كلون
دبليو. إتش كلون (بالإنجليزية: W. H. Clune)‏ هو منتج أفلام وشخصية أعمال أمريكي، ولد في 1862 في هانيبال في الولايات المتحدة، وتوفي في 18 أكتوبر 1927 في لوس أنجلوس في الولايات المتحدة.

## وصلات خارجية
- دبليو. إتش كلون على موقع IMDb (الإنجليزية)
- دبليو. إتش كلون على موقع تيرنر كلاسيك موفيز (الإنجليزية)
- دبليو. إتش كلون على موقع قاعدة بيانات الفيلم (الإنجليزية)